# Фойертален
Фойертален (нем. Feuerthalen) — коммуна в Швейцарии, в кантоне Цюрих.
Входит в состав округа Андельфинген. Население составляет 3324 человека (на 31 декабря 2007 года). Официальный код — 0027.